# Labroidei
Labroidei su podred Perciformes, najvećeg reda riba. Između ostalih, ovaj podred uključuje usnjače, ciklide, i papagajke.